# St. Georg (Augsburg)

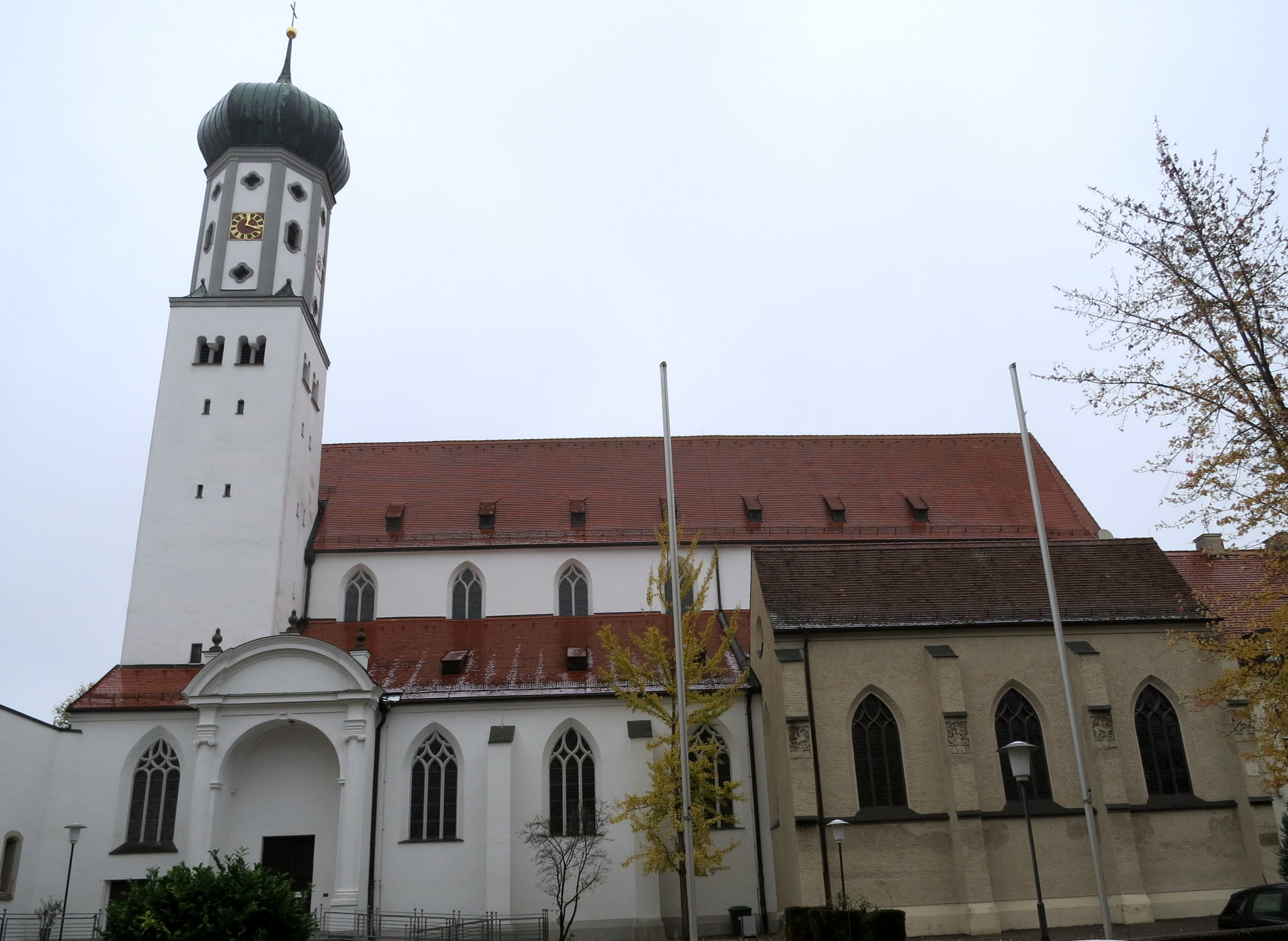
Pfarrkirche St. Georg (2018)

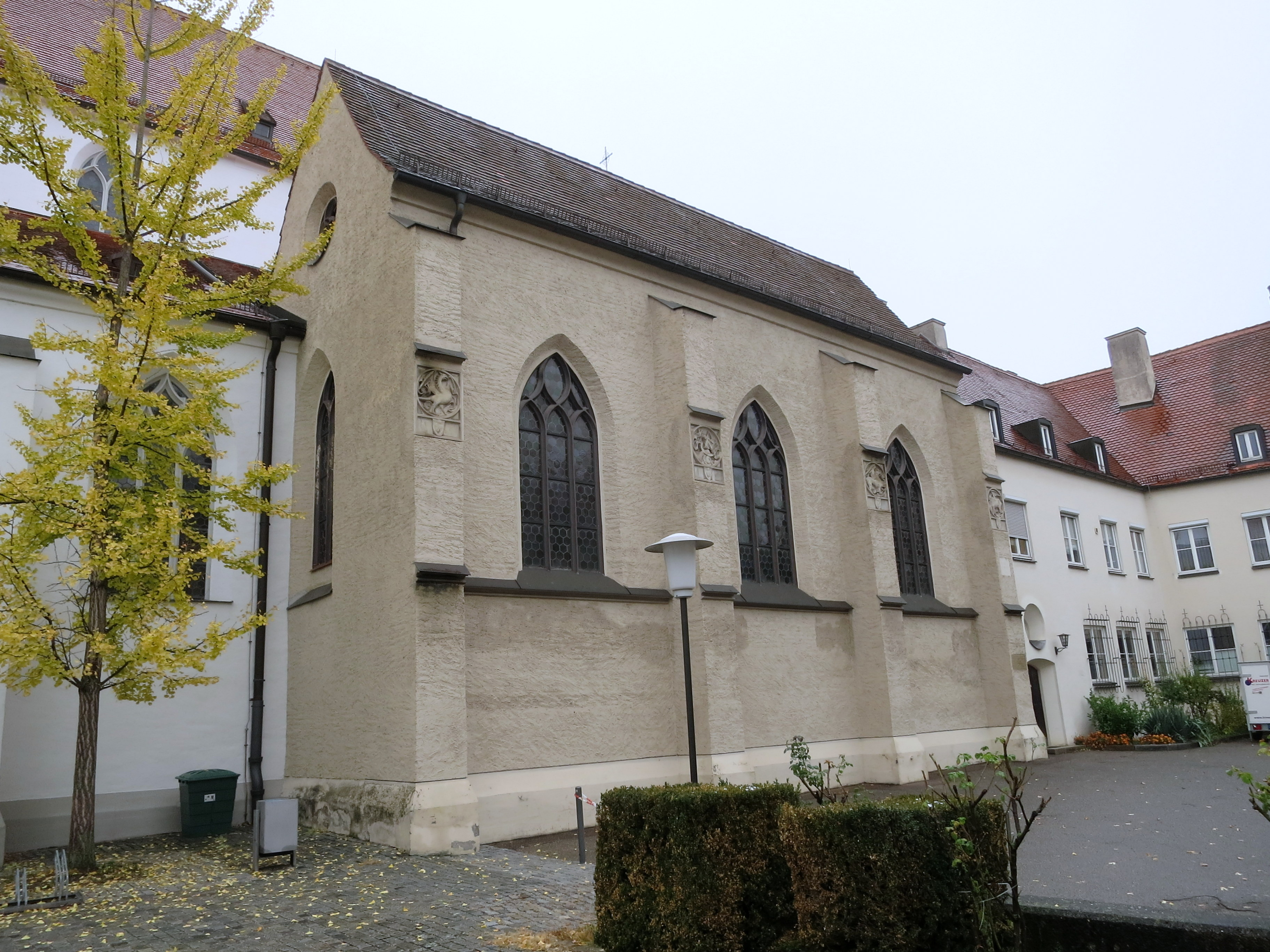
Herwarthkapelle

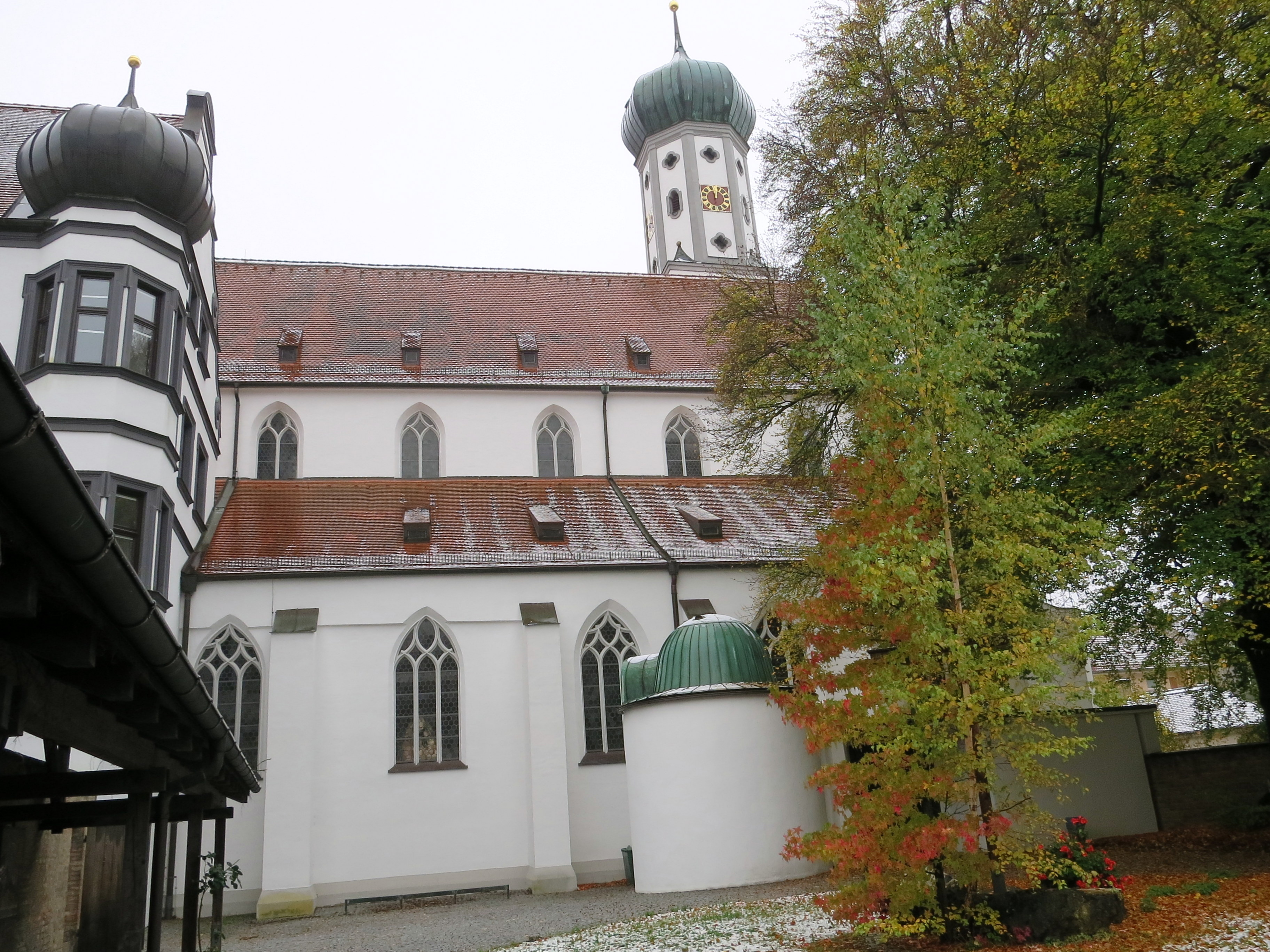
Rückansicht mit Kapellen

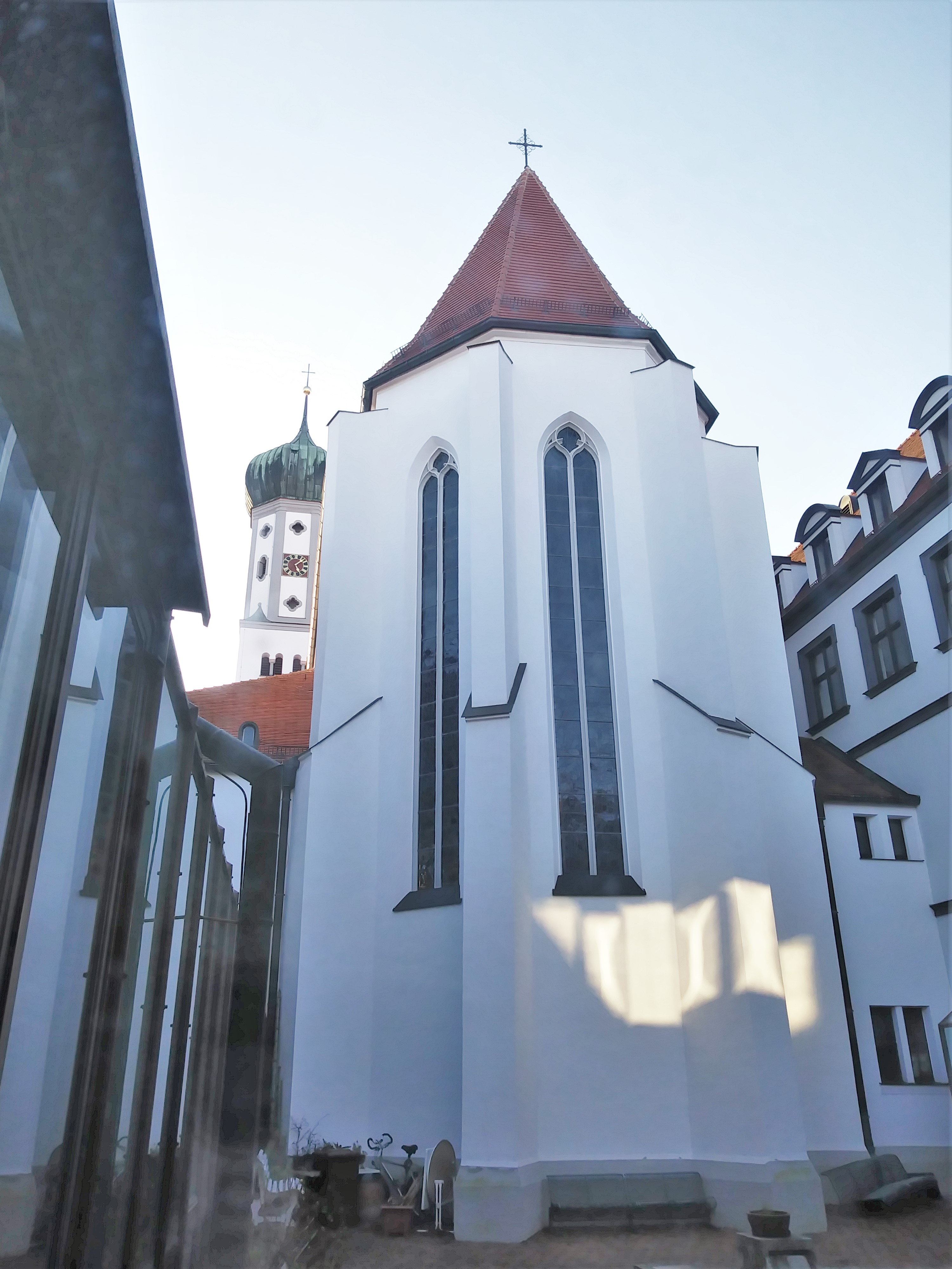
Der spätgotische Chor

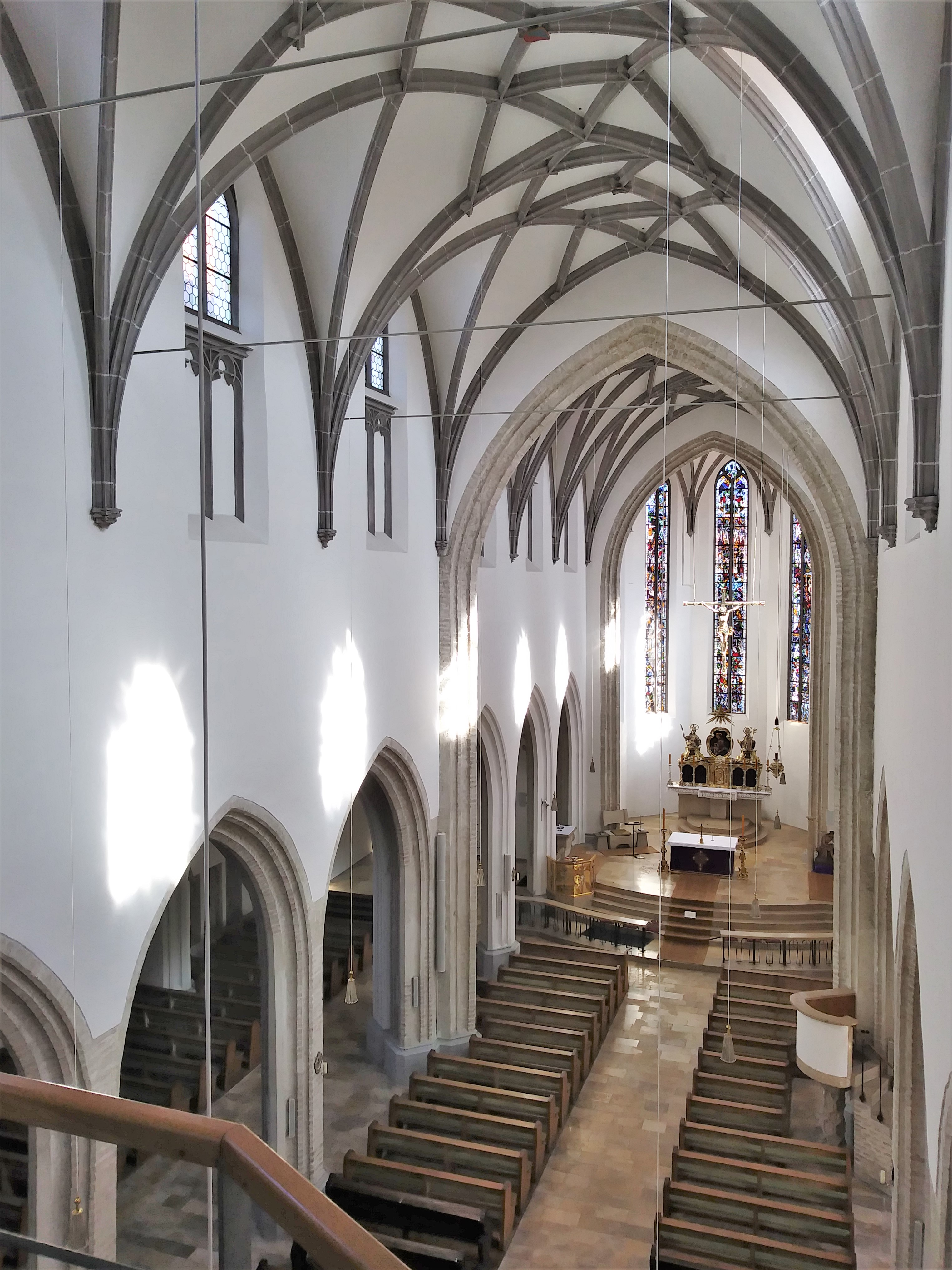
Innenraum Richtung Chor

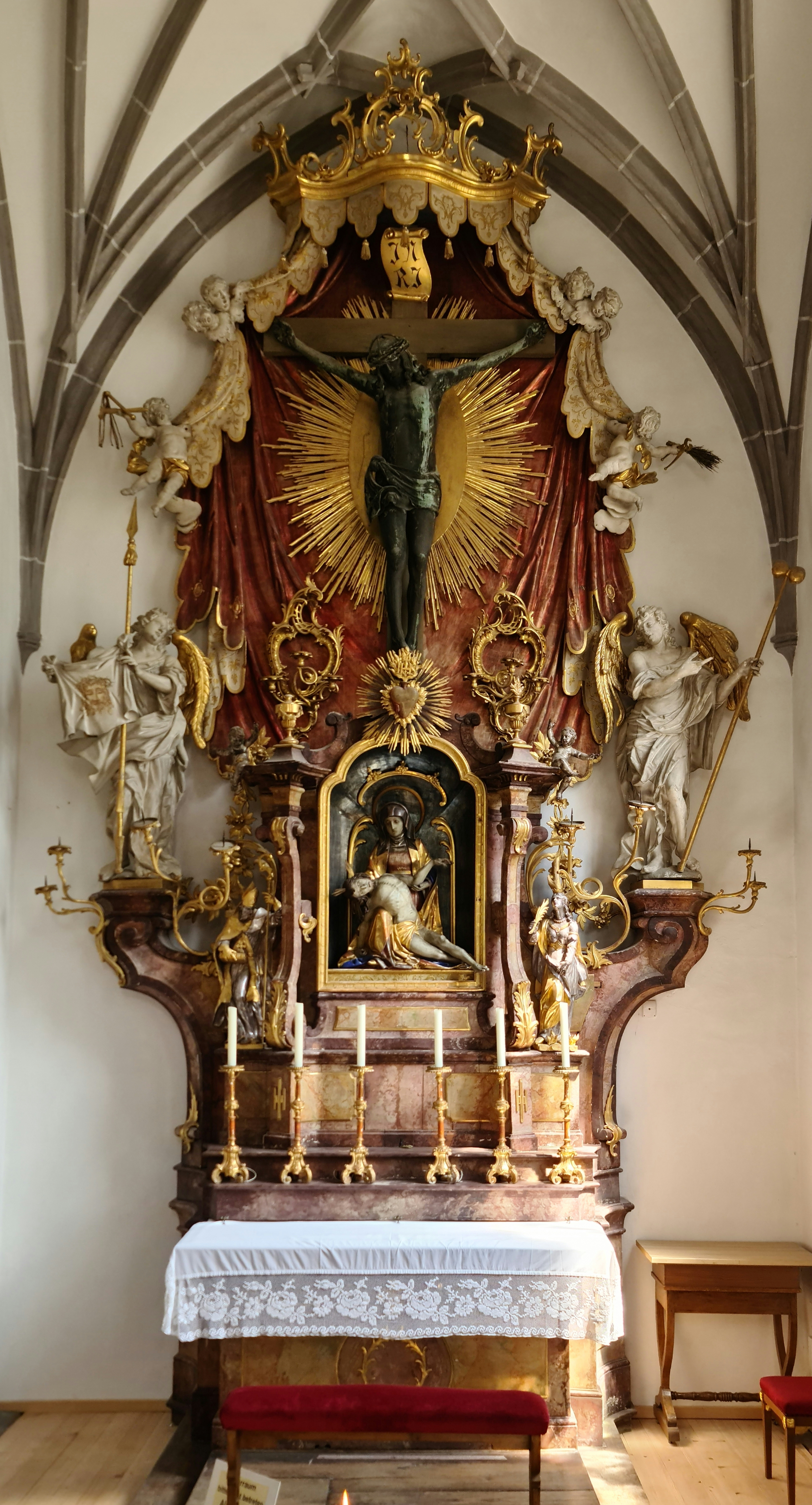
Rokoko-Kreuzaltar in der Herwarth-Kapelle

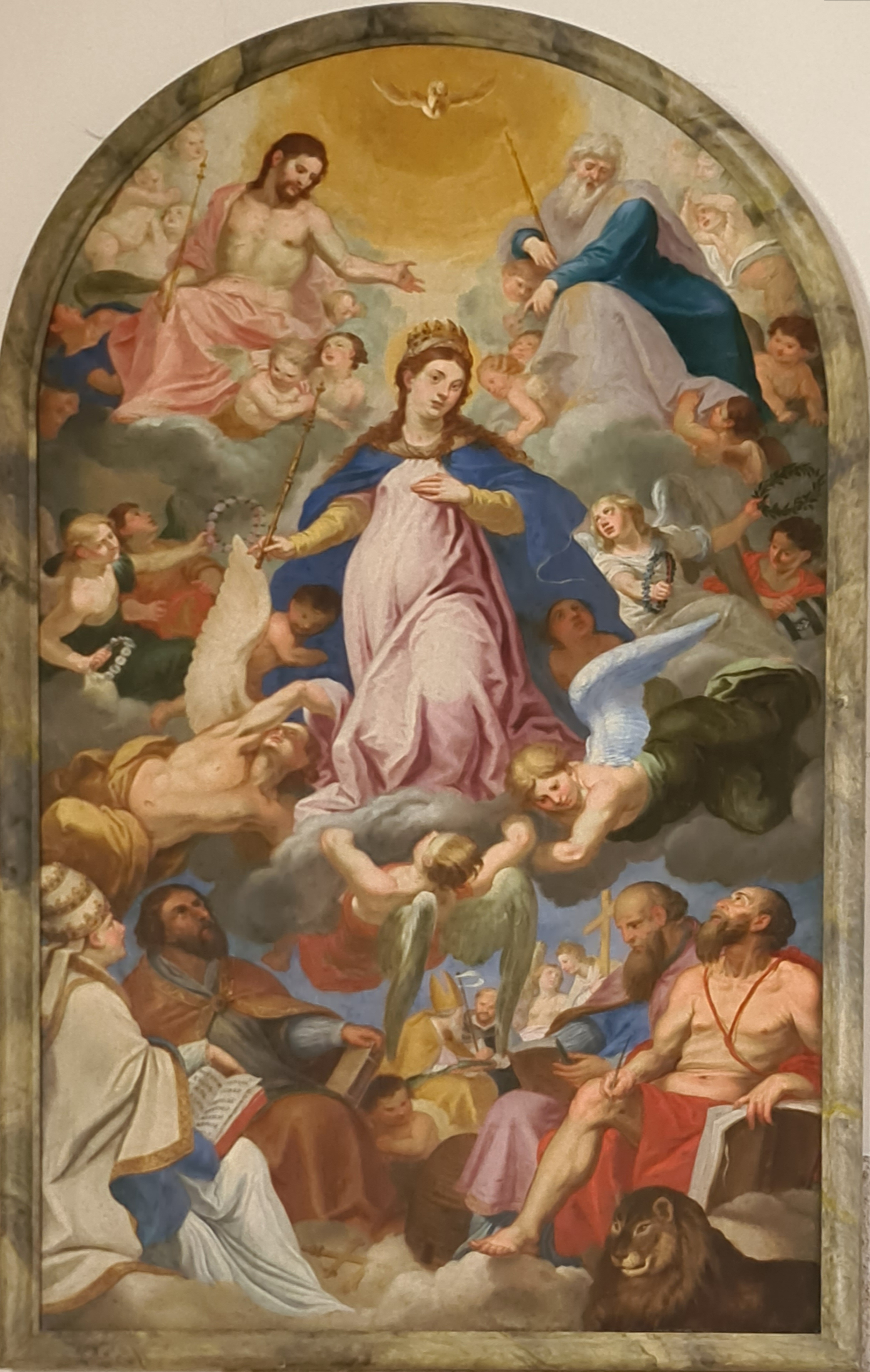
Marienbild von Johann Matthias Kager

Die römisch-katholische Stadtpfarrkirche St. Georg wurde von 1490 bis 1505 als dreischiffige Basilika erbaut und gilt als eines der letzten spätgotischen Basiliken Schwabens. Bis 1802 diente das Gotteshaus als Stiftskirche des in Folge der Säkularisation aufgelösten Augustiner-Chorherrenstifts St. Georg. Heute bildet St. Georg mit St. Maximilian und St. Simpert eine Pfarrgemeinschaft. Als Baudenkmal ist die Kirche unter der Nummer D-7-61-000-312 in die Bayerische Denkmalliste eingetragen.

## Lage
Die Kirche befindet sich im Norden der Augsburger Altstadt, in der Unteren Stadt im nach ihr benannten Georgs- und Kreuzviertel.

## Geschichte
Bereits unter römischer Herrschaft soll sich an dem Platz ein Marsheiligtum befunden haben. Weiter wird vermutet, dass der Unterbau des Kirchturms noch aus vorchristlicher Zeit stammen könnte. Möglicherweise entwickelte sich im Zuge der Christianisierung an gleicher Stelle eine Verehrung des Heiligen Georgs. Der Nachfolgebau war im frühen Mittelalter das um das Jahr 1000 erbaute Kirchlein „Sanct Jürgen vor der Mauer“, welches 1057 niederbrannte. 1072 baute man das Gotteshaus wieder auf. 1135 gründeten Bischof Walter I. von Dillingen und das Augsburger Domkapitel hier ein Stift für Augustiner-Chorherren. Eine vergrößerte Kirche wurde 1143 geweiht. Von ihr sind wahrscheinlich noch die unteren Geschosse des Kirchturms erhalten. 1180 erhielt die Stiftskirche einen eigenen Pfarrsprengel, der von der Dompfarrei St. Marien abgetrennt wurde. Papst Coelestin III. soll laut päpstlicher Bulle vom 8. Februar 1197 die Pfarrei persönlich gegründet haben. Neben der dem Augustiner-Chorherren vorbehaltenen Stiftskirche entstand Ende des 13. Jahrhunderts für die Pfarrgemeinde die Kapelle St. Michael als sogenannte Leutekirche. Im Zuge der Befestigungserweiterung lagen Kirche und Kloster seit dem 14. Jahrhundert innerhalb der Stadt. Die romanische Kirche wurde 1490 bis 1506 durch einen spätgotischen Neubau mit drei Schiffen ersetzt. Wahrscheinlich wurde der Bau durch die Werkstatt des Burkhart Engelberg durchgeführt. Als Anbau entstand die 1506 vollendete Grabkapelle der Patrizierfamilie von Herwarth.
In der Reformationszeit mussten 1525 die Augustinerchorherren die Kapelle St. Michael an die Protestanten abgeben. 1534 verbot der Rat der Stadt die katholische Messe in St. Georg. Auf deren Beschluss mussten 1537 die Chorherren die Stadt verlassen und kehrten erst nach dem Schmalkaldischen Krieg 1548 nach Augsburg zurück. Nach dem Wiedererhalt der Kapelle St. Michael brach das Kloster das Gebäude ab. Im Dreißigjährigen Krieg forderten 1632 die Schweden, die Stiftskirche an die Protestanten zu übergeben. 1640 brannte das Kloster und 1660 die Probstei. Eine Barockisierung der Kirche fand zwischen 1681 und 1700 statt. Dabei wurden neue Altäre, Figuren und Bänke angeschafft und auch der gotische Spitzhelm des Kirchturms durch eine achteckige Zwiebelhaube ersetzt. Weiter erhielt die Kirche neue zum Teil barocke Fenster. Unter der Amtszeit Probst Leopold Ilsung errichtete der Baumeister Hans Georg Mozart von 1702 bis 1705 ein neues Konventsgebäude.
Das Kloster wurde 1802 im Zuge der Säkularisation aufgelöst. Erst 1806 erfolgte die völlige Räumung. Die ehemalige Stiftskirche diente seit 1803 als Militärlazarett, bis sie 1808 zur Stadtpfarrkirche erhoben wurde. Dabei kam es 1809/10 zu einer Neugründung der Pfarrei. 1810 trat der erste Weltpriester sein Amt an. Seit 1812 war auf dem Kirchturm eine Feuerwache untergebracht. Die ehemaligen Konventsgebäude nutzte die Königlich Bayerische Armee bis 1883 als Kaserne. Seit 1885 dienten sie als Kindergarten. 1880 gestaltete man den Kirchenraum im Stil der Neugotik um. 1901 konnte die Pfarrei die ehemaligen Klostergebäude vom bayerischen Staat zurückerwerben. Durch Einbeziehung der bisher durch Zwischenmauern abgetrennten Seitenkapellen konnte 1927 die Grundfläche der Kirche vergrößert werden. Mit den Luftangriffen auf Augsburg in der Nacht vom 25. auf den 26. Februar 1944 wurden die Kirche und die ehemaligen Klostergebäude schwer beschädigt. Im Zuge des Wiederaufbaus nach Plänen von Thomas Wechs von 1953 bis 1957 wurde die Regotisierung teilweise rückgängig gemacht und ein Teil der Ausstattung des 17. Jahrhunderts wieder eingefügt. Der Neubau einer Beichtkapelle erfolgte 1954. Das heutige Pfarrzentrum errichtete man 1955 nach Plänen von Raimund von Doblhoff anstelle des zerstörten Vorgängerbaues. Der ehemalige Prälatenbau und das Konventsgebäude wurden in äußerer Form wiederhergestellt. Der notgedeckte Kirchturm erhielt 1961 seine ursprüngliche Zwiebelhaube zurück. 1978 und 2018 fand eine umfassende Sanierung der Außenfassade statt.

## Architektur
Der gotische Bau besteht aus einem dreischiffigen basilikalen Langhaus mit eingezogenem Chor. Das Langhaus gliedern spitzbogige Arkaden, die das Mittelschiff von den Seitenschiffen trennen. Der rechteckige untere Teil des an der Südwestecke stehenden Turms geht noch auf den Vorgängerbau zurück und wurde später erhöht. Bei der Barockisierung (1681) wurde sein achteckiger Oberteil errichtet und mit einer Zwiebelhaube versehen.

## Ausstattung
An der Ostseite befindet sich das ehemalige Hochaltarblatt Verherrlichung Mariens, um 1627 von Johann Matthias Kager. Der heutige Choraltar von 1956 stammte aus den Resten eines alten Hochaltares von St. Anna. In der Herwarth-Kapelle steht ein Rokoko-Kreuzaltar von Ignaz Wilhelm Verhelst mit einem Kruzifix um 1510 von Loy Hering.

### Grabsteine
- Johann Wendinger, Probst († 1479)
- Nicolaus Pair, Probst († 1479)
- Rudolph Friedbold, Probst († 1489)
- Laurentius Fellmann, Probst († 1515)

## Orgeln

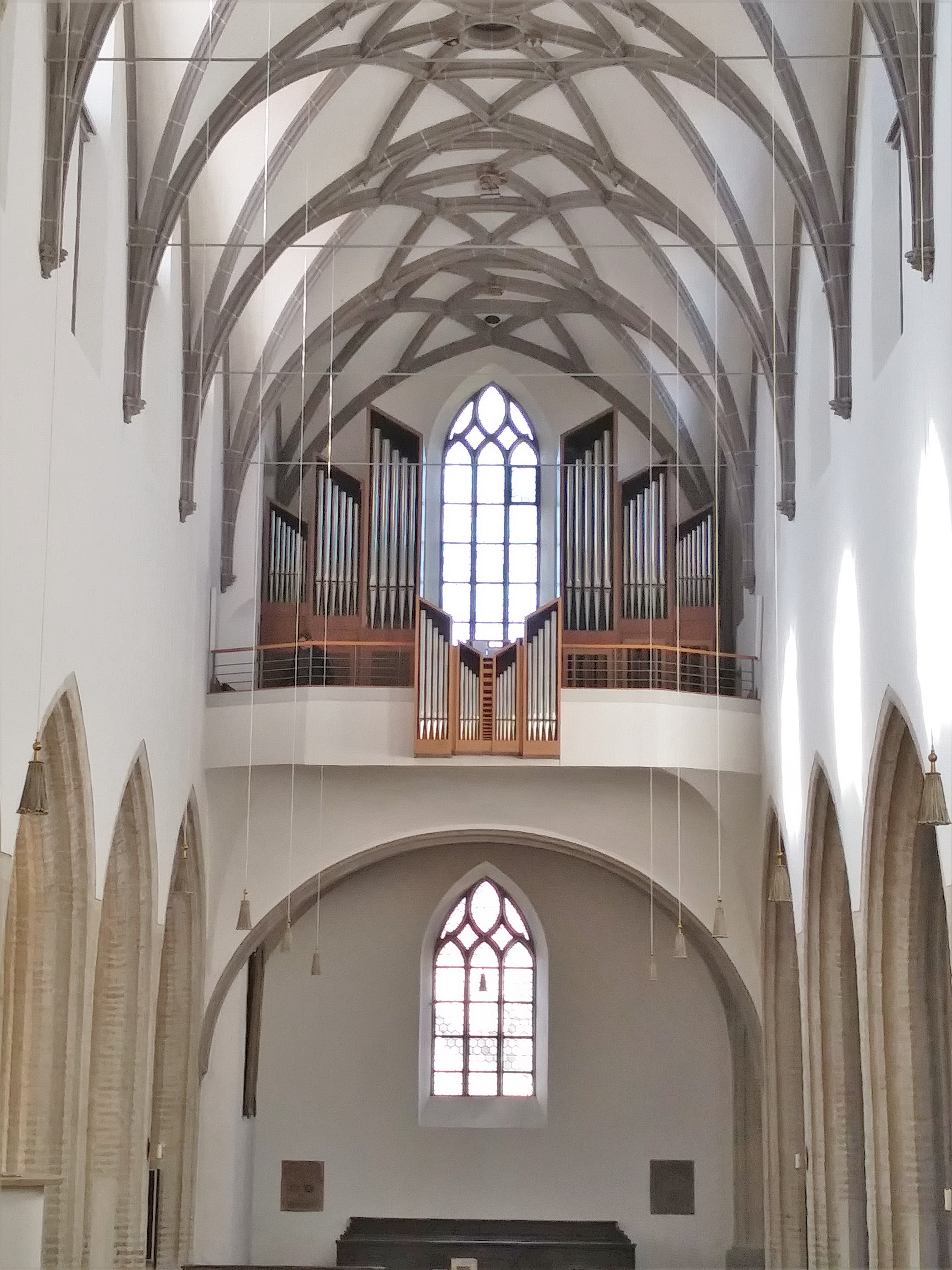
Empore mit Hauptorgel

### Emporenorgel
Die Orgel wurde 1998 von Siegfried Schmid aus Knottenried erbaut. Sie umfasst 40 Register, die sich auf drei Manuale und Pedal verteilen. Die Spieltrakturen der Manualklaviaturen sind mechanisch, die Registertrakturen und die Spieltraktur des Pedals elektrisch. Die Disposition lautet:
| I Rückpositiv C–g3 |             |       |
| 1.                 | Copula      | 8′    |
| 2.                 | Praestant   | 4′    |
| 3.                 | Rohrflöte   | 4′    |
| 4.                 | Sesquialter | 2 ⁄3′ |
| 5.                 | Waldflöte   | 2′    |
| 6.                 | Quinte      | 1 ⁄3′ |
| 7.                 | Cymbel      | 1′    |
| 8.                 | Krummhorn   | 8′    |
|                    | Tremulant   |       |

| II Hauptwerk C–g3 |             |       |
| 9.                | Pommer      | 16′   |
| 10.               | Principal   | 8′    |
| 11.               | Rohrflöte   | 8′    |
| 12.               | Gamba       | 8′    |
| 13.               | Octave      | 4′    |
| 14.               | Spitzflöte  | 4′    |
| 15.               | Quinte      | 2 ⁄3′ |
| 16.               | Superoctave | 2′    |
| 17.               | Mixtur      | 1 ⁄3′ |
| 18.               | Trompete    | 8′    |
| 19.               | Clarine     | 4′    |

| III Schwellwerk C–g3 |                      |        |
| 20.                  | Geigenprincipal      | 8′     |
| 21.                  | Flöte                | 8′     |
| 22.                  | Salicional           | 8′     |
| 23.                  | Vox céleste          | 8′     |
| 24.                  | Principal            | 4′     |
| 25.                  | Traversflöte         | 4′     |
| 26.                  | Nasat                | 2 ⁄3′  |
| 27.                  | Oktavin              | 2′     |
| 28.                  | Terz                 | 1 3⁄5′ |
| 29.                  | Mixtur               | 2 ⁄3′  |
| 30.                  | Dulzian              | 16′    |
| 31.                  | Hautbois             | 8′     |
| 32.                  | Trompette harmonique | 8′     |
|                      | Tremulant            |        |

| Pedal C–f1 |               |     |
| 33.        | Principalbass | 16′ |
| 34.        | Subbass       | 16′ |
| 35.        | Octave        | 8′  |
| 36.        | Gedecktflöte  | 8′  |
| 37.        | Choralbass    | 4′  |
| 38.        | Posaune       | 16′ |
| 39.        | Trompete      | 8′  |
| 40.        | Trompete      | 4′  |

- Koppeln: II/I, III/I, III/II, I/P, II/P, III/P
- Spielhilfen: 64-facher Setzer

### Chororgel
Die Orgel wurde von Max Offner jun. erbaut. Die 14 Register verteilen sich auf zwei Manuale und Pedal. Die Spieltraktur ist mechanisch, die Registertraktur elektrisch. Vom Spieltisch der Chororgel kann das Hauptwerk und das Schwellwerk der Emporenorgel gespielt werden. 2020 wurde die Chororgel von Marius Beckmann und Moritz Unger gereinigt und neu intoniert. Dabei wurde die Zimbel 3f. im Oberwerk durch ein Chalumeau ersetzt. Die Disposition lautet:
| I Hauptwerk C–g3 |             |       |
| 1.               | Koppelflöte | 8′    |
| 2.               | Prinzipal   | 4′    |
| 3.               | Spitzflöte  | 4′    |
| 4.               | Gemshorn    | 2′    |
| 5.               | Mixtur III  | 1 ⁄3′ |

| II Oberwerk C–g3 |           |        |
| 6.               | Gedeckt   | 8′     |
| 7.               | Rohrflöte | 4′     |
| 8.               | Quinte    | 2 2/3′ |
| 9.               | Oktave    | 2′     |
| 10.              | Terz      | 1 3⁄5′ |
| 11.              | Chalumeau | 8′     |
|                  | Tremolo   |        |

| Pedal C–f1 |             |     |
| 12.        | Subbass     | 16′ |
| 13.        | Gedecktbass | 8′  |
| 14.        | Flötbass    | 4′  |

- Koppeln: II/I, I/P, II/P
- Spielhilfen: 1 freie Kombination, Tuttiknopf